# Homer Ruh
Homer Lewis Ruh (* 19. September 1895 in Columbus, Ohio; † 4. Oktober 1971 in Hollywood, Florida), Spitzname: Tiny war ein US-amerikanischer American-Football-Spieler. Er spielte unter anderem als Defensive End in der National Football League (NFL) bei den Columbus Panhandles.

## Spielerlaufbahn
Homer Ruh wuchs zusammen mit seinen fünf Geschwistern auf der Farm seiner Eltern Caroline und William Ruh in Columbus auf. Dort besuchte er auch die High School. Nach seinem Schulabschluss nahm er zunächst verschiedene Gelegenheitsarbeiten an, bevor er sich im Jahr 1914 als Footballspieler den Columbus Bates Pirates anschloss. Im Jahr 1916 wechselte er zu den Columbus Panhandles, bei denen bereits sein Bruder Emmett Ruh unter Vertrag stand. Nach einem Spieljahr leistete er ab 1917 seinen Militärdienst in der United States Army und kämpfte während des Ersten Weltkriegs in Frankreich. Nachdem er wegen Tapferkeit im Kampfeinsatz mit dem Silver Star ausgezeichnet worden war, verließ er im Frühjahr 1919 wieder die Armee und kehrte zu den Panhandles zurück, die im Jahr 1920 in der neugegründeten American Professional Football Conference spielten. Die von Phil Nesser trainierte Mannschaft aus Columbus konnte sich nicht als Spitzenteam etablieren. Dem Team von Homer Ruh, welches vor der Saison 1923 in Columbus Tigers umbenannt wurde, gelang es lediglich in der Saison 1923, mehr Spiele zu gewinnen als zu verlieren. Nach der Saison 1925 beendete Homer Ruh seine Footballkarriere. Er arbeitete fortan in seiner Heimatstadt als Techniker, heiratete und hatte mit seiner Frau zwei Kinder.